# جون باول هارني
جون باول هارني هو أستاذ جامعي وسياسي كندي، ولد في 2 فبراير 1931 في مونتريال في كندا. نشط حزبياً في الحزب الديمقراطي الجديد. وقد انتخب عضو مجلس العموم الكندي.